# Ożwinta
Ożwinta (lit. Ažvinčiai) – wieś na Litwie, zamieszkana przez 12 ludzi, w gminie rejonowej Ignalino, 6 km na północny zachód od Kozaczyzny.